# Kanton Saint-Aulaye
Saint-Aulaye is een voormalig kanton van het Franse departement Dordogne. Het kanton maakte deel uit van het arrondissement Périgueux. Het werd opgeheven bij decreet van 21 februari 2014, met uitwerking op 22 maart 2015. Met uitzondering van La Jemaye et Ponteyraud zijn de gemeenten toegevoegd aan het kanton Montpon-Ménestérol.

## Gemeenten
Het kanton Saint-Aulaye omvatte de volgende gemeenten:
- Chenaud
- Festalemps
- La Jemaye
- Parcoul
- Ponteyraud
- Puymangou
- La Roche-Chalais
- Saint-Antoine-Cumond
- Saint-Aulaye (hoofdplaats)
- Saint-Privat-des-Prés
- Saint-Vincent-Jalmoutiers
- Servanches